# 资源 (Windows)
Windows操作系统的资源(resources)是指嵌入可执行程序(EXE, DLL, CPL, MUI等)的只读数据。
Windows API提供了便捷访问应用程序资源的方法。 

## 类型
每种资源有类型及名字，它们是数值标识符或字符串。 
Windows预定义的资源类型：
- 鼠标指標与动画指標
- 圖示
- 點陣圖
- 對話方塊模板
- 字型
- HTML 文档
- 字串 与消息模板
- EXE/DLL檔案版本資料

程序员也可以自行定义资源中的数据类型。

## 使用
Windows为一个程序显示的图标实际上是它的EXE文件中的第一个圖示资源。如果EXE文件没有圖示资源，则显示一个标准圖示。
EXE或DLL文件的版本资源显示在它们的属性页的Version tab中。
一个资源总是附加了某种语言。Windows自动使用最适合的可行的语言。这使得程序适合于用户的locale的语言。
编辑工具可以修改嵌入在EXE或DLL文件中的资源。这常用于把应用程序中的字符串翻译为另一种语言，或者修改图标或位图。

## 开发
1. 为cursors, icons, bitmaps, dialog boxes, fonts创建单独的文件；
2. 创建一个资源定义脚本(.rc)文件来描述应用程序用到的资源；
3. 使用预处理器RC.exe编译该脚本:[4] RC [options] script-file
4. 使用链接器把编译后的资源(.res)文件加入到要生成的可执行程序中。